# Armin Meiwes
Armin Meiwes (* 1. Dezember 1961 in Essen) ist ein wegen Mordes und Störung der Totenruhe zu lebenslanger Freiheitsstrafe verurteilter deutscher Straftäter. Er wurde als „Kannibale von Rotenburg“ bekannt, weil er Teile der Leiche des von ihm Getöteten gegessen hatte.

## Leben
Meiwes’ Vater, der dritte Ehemann seiner Mutter, verließ die Familie, als Meiwes acht Jahre alt war. Nachdem seine beiden älteren Halbbrüder nach Berlin gezogen waren, wuchs Meiwes allein bei seiner Mutter in Essen-Holsterhausen auf. Im Alter von ungefähr zwölf Jahren entwickelte er die ersten kannibalistischen Fantasien. Nach eigenen Angaben wurde er dabei unter anderem durch eine Verfilmung von Daniel Defoes Roman Robinson Crusoe inspiriert. Meiwes litt nach Einschätzung eines Psychiaters, der ihn nach der Tat untersuchte, bereits seit seiner Kindheit unter Minderwertigkeitskomplexen und einer Bindungsstörung. Nach der Hauptschule und einer abgebrochenen kaufmännischen Ausbildung verpflichtete Meiwes sich 1981 für zwölf Jahre als Zeitsoldat bei der Bundeswehr, wo er die meiste Zeit im nordhessischen Rotenburg an der Fulda stationiert war. Dort lebte er mit seiner Mutter in einem großen Haus in Rotenburg-Wüstefeld. Er absolvierte eine Ausbildung zum Unteroffizier und Verwaltungsfachangestellten und beendete seinen Dienst im Rang eines Oberfeldwebels. Später war er als Computertechniker für ein Bankenrechenzentrum in Kassel tätig.
Nach dem Tod seiner Mutter im Jahr 1999 suchte er über das Internet per Kontaktanzeige Menschen, die bereit waren, sich als Kannibalismusopfer zur Verfügung zu stellen. Im Februar 2001 lernte er dabei den damals 43-jährigen Diplom-Ingenieur Bernd Jürgen Brandes kennen, der bis zuletzt in leitender Position bei der Siemens AG in Berlin angestellt war und nach Angaben eines Zeugen bereits in der Berliner Stricherszene den Wunsch nach Verstümmelung geäußert hatte. Am 9. März 2001 trafen sich Meiwes und Brandes am Kasseler Bahnhof und fuhren zu Meiwes’ Haus in Rotenburg-Wüstefeld. Meiwes gab wiederholt und ohne sich selbst zu widersprechen an, Brandes habe dort der Abtrennung des äußeren Teiles seines Penis und dem versuchten Verzehr seines Geschlechtsteils sowie in die einige Stunden später folgende Tötung durch Meiwes eingewilligt.
In einem Interview stellte Meiwes den Ablauf wie folgt dar: Brandes wünschte sich ursprünglich ein Abreißen seines Fleisches durch Bisse. Nachdem dieser Plan trotz Bemühungen misslungen war, schluckte Brandes zehn Schlaftabletten und Hustensaft, um eine Müdigkeit hervorzurufen, damit der Plan mit einem Messer fortgeführt werden könne. Nach der Abtrennung seines Penis mit einem Messer durch Meiwes ließ sich Brandes mehrere Stunden ausbluten. Spätestens mit einem Stich in den Hals beendete Meiwes das Leben von Brandes. Möglicherweise war Brandes jedoch schon zuvor verstorben.
Danach zerlegte Meiwes die Leiche und fror Fleischstücke für den späteren Verzehr ein. Die Vorgänge wurden von Meiwes größtenteils filmisch dokumentiert. Psychiater, die Meiwes nach der Tat untersuchten, vermuteten, er habe die Identität seines Opfers annehmen und mit diesem „verschmelzen“ wollen.
Am 10. Dezember 2002 stellte sich Meiwes nach einer Hausdurchsuchung seinem Anwalt und legte ein vollständiges Geständnis ab. Auf seine Spur kam die Polizei durch den Hinweis eines Studenten aus Innsbruck, der auf eine Kontaktanzeige von Meiwes aufmerksam geworden war. Meiwes wurde in die JVA Kassel-Wehlheiden eingewiesen.
Im Dezember 2003 wurde Meiwes vor dem Landgericht Kassel des Mordes an Brandes angeklagt. Zu Beginn des Prozesses legte Meiwes ein umfassendes Geständnis ab, wobei er jedoch betonte, dass er nicht aus sexuellen Motiven getötet habe. Sein Verteidiger erklärte, dass Meiwes von seinem zwanghaften Verlangen nach Menschenfleisch getrieben worden sei, und plädierte auf eine „angemessene Strafe“ wegen Tötung auf Verlangen. Laut der Staatsanwaltschaft litt das Opfer unter einer extremen Form von Masochismus und nicht mehr kontrollierbaren Selbstvernichtungsfantasien. Sie beantragte die Verurteilung wegen Mordes, plädierte jedoch nicht auf die Feststellung einer besonderen Schwere der Schuld. Am 30. Januar 2004 verurteilte das Landgericht Kassel Meiwes wegen Totschlags zu achteinhalb Jahren Freiheitsstrafe. Das Gericht befand Meiwes für schuldfähig und stufte sein Opfer als testierunfähig ein. Insofern sei es schuldhaft gewesen, dessen Tötungsverlangen nachzukommen. Das vorliegende viereinhalbstündige Tatvideo, das von Meiwes aufgezeichnet und in dem das Geschehen dokumentiert worden war, diente als Grundlage für die forensischen Untersuchungen. Sie wurden von dem Mediziner Manfred Riße durchgeführt, der im September 2007 ein Buch veröffentlichte, in dem die Arbeiten besonders zu diesem Fall aufgearbeitet und dargestellt werden.
Am 22. April 2005 hob der Bundesgerichtshof das Urteil auf und verwies den Fall mit folgender Begründung an das Landgericht Frankfurt am Main zur Neuverhandlung: „Die der Verneinung des Mordmerkmals ‚zur Befriedigung des Geschlechtstriebes‘ zugrunde liegende Beweiswürdigung hält rechtlicher Überprüfung nicht stand. Hierauf beruht das Urteil, zumal Inhalt und Reichweite dieses Mordmerkmals von der Strafkammer nicht zutreffend erfaßt worden sind.“ Die Hauptverhandlung vor der 21. Strafkammer des Schwurgerichts begann am 12. Januar 2006, am 9. Mai 2006 wurde Meiwes zu einer lebenslangen Freiheitsstrafe wegen Mordes und Störung der Totenruhe verurteilt, die das Verzehren einer Leiche nach Auffassung des Gerichtes darstellte. Der Bundesgerichtshof bestätigte diese Entscheidung im Februar 2007. Eine hiergegen gerichtete Verfassungsbeschwerde Meiwes’ wurde vom Bundesverfassungsgericht mit Beschluss vom 7. Oktober 2008 nicht zur Entscheidung angenommen.
Meiwes befindet sich mittlerweile in der Justizvollzugsanstalt Kassel II, einer sozialtherapeutischen Anstalt. Dort trat er der „Grünen Knastgruppe“ bei, die sich als politisch den Grünen nahestehender Gesprächs- und Selbsthilfekreis innerhalb des Gefängnisses versteht, was 2007 für Empörung bei der CDU Hessen sorgte. Der grüne Landtagsabgeordnete Andreas Jürgens gab an, dass Meiwes dadurch kein ordentliches Mitglied der Grünen geworden sei.
Seine Tat bezeichnete Meiwes im Juli 2013 in einem Zeitungsinterview als falsch und „völlig abnorm“. Eine Entlassung aus der Haft war frühestens im Dezember 2017 möglich. Im November 2017 stellte Meiwes einen Antrag auf Aussetzung des Strafrestes. Das Landgericht Kassel lehnte den Antrag ab, woraufhin er eine Beschwerde beim OLG Frankfurt am Main einreichte. Das OLG verwarf mit Beschluss vom 27. September 2018 die Beschwerde, weil „das LG zutreffend angenommen habe, dass dem Verurteilten gegenwärtig keine günstige Prognose gestellt werden könne“. Der Beschluss ist nicht anfechtbar. Im August 2020 lehnte die zuständige Strafvollstreckungskammer eine Aussetzung des Strafrestes erneut mangels einer günstigen Prognose ab. Im Jahr 2025 stellte sein neuer Verteidiger wiederum einen Antrag auf vorzeitige Entlassung.

## Haus
Meiwes selbst und seine Mutter wohnten einst in dem Anwesen in Wüstefeld, dem Herrenhaus eines ehemaligen Gutshofes. Zum Tatzeitpunkt im Jahr 2001 war seine Mutter bereits verstorben. Seit seiner Verhaftung stand das Haus leer. Immer wieder kam es zu Bränden auf dem Gelände. Es wurde auch regelmäßig Ziel von Einbrechern und Schaulustigen. Da der Fall international für Aufsehen sorgte, kamen die Besucher in größeren Gruppen aus dem In- und Ausland, um vor dem Gebäude oder seinem Mercedes zu posieren. Der Ort galt als Lost Place. Anwohnern fiel schließlich auch der Großbrand auf, der das Gebäude  vollständig zerstörte.
Am 4. November 2007 gegen 16:00 Uhr entdeckte die Nachbarin ein Feuer auf dem Grundstück. Damals brannte eine Gartenhütte ab. Das 20 Meter entfernt liegende Wohnhaus blieb bei diesem Brand unversehrt.
Durch Witterungseinflüsse war das Haus bereits vor der Zerstörung in einem desolaten Zustand und galt als einsturzgefährdet.
In der Nacht vom 16. auf den 17. April 2023 kam es gegen 3:20 Uhr in dem leerstehenden Haus zu einem Feuer. Bei Ankunft der Feuerwehr stand das Gebäude bereits in Vollbrand, sodass man es kontrolliert abbrennen ließ. Auf die benachbarte Straße stürzten Gebäudeteile, die von Fachleuten beiseite geräumt wurden. Der Sachschaden liegt im unteren sechsstelligen Bereich. Die Brandursache ist unklar, die Polizei schloss Brandstiftung nicht aus. Es wird geprüft, ob das Gebäude komplett niedergelegt werden muss. Ein ehemaliger Arbeitskollege von Meiwes berichtete in einem Interview, dass zum Zeitpunkt des Feuers das Gebäude nicht mit Strom versorgt war, weshalb er von Brandstiftung ausgehe. Laut Meiwes’ Rechtsanwalt war der Strom bereits seit zehn Jahren abgestellt und das Haus das letzte Eigentum, das er hatte. Er ist noch Eigentümer des Grundstücks.

## Künstlerische Verarbeitung
- Die Songs Mein Teil von Rammstein, Armin Meiwes vom Rapper Felix Krull und der Oettigang,[25] Schlachtfest von den Wilden Jungs, Eaten von Bloodbath, Menschenfresser von Suicide Commando, The Wustenfeld Man Eater des Death-Metal-Trios Macabre, Perverted Appetite der Death-Metal-Band Moshquito, Abendmahl der Thüringer Metal-Band Macbeth, Der Kannibale von Rotenburg von Vicki Vomit sowie Armin Meiwes von Skynd verarbeiten die Geschichte musikalisch. Im Song Wenn der Ripper dich packt von Blokkmonsta und Dr. Faustus von Hirntot Records, im Lied Horrormusic von Kool Savas sowie im Track Fernsehkompatibel von Pimpulsiv wird Meiwes erwähnt.
- Mehrere Theaterstücke sind von diesem Fall inspiriert, beispielsweise 69 von Igor Bauersima und ein fleisch von Christoph Prückner. In dem von Bruno Max am Wiener Theater Scala inszenierten Stück Abendwinds Abendmahl – Kein Abend für Vegetarier werden die Gespräche zwischen Meiwes und dem untersuchenden Psychiater aufgeführt. In der Schlussszene ihres Theaterstückes Rechnitz (Der Würgeengel) lässt Elfriede Jelinek den „Kannibalen von Rotenburg“ auftauchen und einen vier Minuten langen Dialog mit seinem Opfer halten.
- Die Satirezeitschrift Titanic brachte auf dem Titelblatt im Januar 2004 Meiwes scherzhaft als Nachfolger von Florian Gerster als Chef der Bundesagentur für Arbeit ins Gespräch („Schon 10 Arbeitslose weniger“).
- Der Hamburger Comiczeichner Wittek und Texter Karl Nagel ließen sich für ihren Comic Hunger vom Fall Meiwes inspirieren.
- In der britischen Sitcom The IT Crowd antwortet die Figur Moss auf eine Kontaktanzeige eines in England lebenden Deutschen, die er fälschlicherweise für ein Angebot zu einem Kochkurs hält. Allerdings handelt es sich beim Inserenten um einen Kannibalen, der den Interessierten selbst und nicht mit diesem kochen möchte.
- Im Horrorfilm Rohtenburg, der am 9. März 2006 in die deutschen Kinos kommen sollte, wird das Leben des von Thomas Kretschmann verkörperten Kannibalen Oliver Hartwin dargestellt, der einen Mann ermordet und verzehrt hat. Meiwes ging gerichtlich gegen das Werk vor, weil von ihm keine Zustimmung zur Verarbeitung seines Lebens in dieser Form vorliege und der Film, insbesondere in Bezug auf laufende Strafprozesse, seine Persönlichkeitsrechte verletze. Am 3. März 2006 erließ das Oberlandesgericht Frankfurt am Main auf Antrag von Armin Meiwes eine einstweilige Verfügung, welche die Aufführung des Filmes untersagt. Die Persönlichkeitsrechte des Klägers seien höher einzuschätzen als eine mögliche künstlerische Aufarbeitung des Themas, zumal die Übereinstimmungen zwischen Film und Realität „hinreichend glaubhaft“ dargelegt werden konnten. Am 17. Juli 2008 bestätigte das Oberlandesgericht Frankfurt am Main ein Urteil des Landgerichts Kassel, welches das Inverkehrbringen des Films untersagt, und damit im Wesentlichen seinen Entscheid vom 3. März 2006. Gegen das Urteil wurde Revision vor dem Bundesgerichtshof eingelegt, der am 26. Mai 2009 stattgegeben wurde, sodass der Film damit in Deutschland gezeigt werden darf.
- In dem Horrorfilm Cannibal – Aus dem Tagebuch des Kannibalen von Marian Dora mit den Hauptdarstellern Carsten Frank und Victor Brandl wird exakt dieselbe Tat dargestellt, wobei die Verstümmelung und die Schlachtung sehr deutlich gezeigt werden. Dieser Film wurde vom AG Neuburg/Donau am 25. Mai 2007 wegen Gewaltpornografie (§ 184a StGB) bundesweit beschlagnahmt.
- In der Handlung des Dramas Dein Herz in meinem Hirn von Rosa von Praunheim von 2005 mit den Hauptdarstellern Martin Ontrop und Martin Molitor wird auf den „Kannibalen von Rothenburg“ (Schreibung laut von Praunheims Werkverzeichnis im Internet) angespielt.
- Der australische Thriller Feed von Brett Leonard zeigt in den ersten Minuten des Filmes, wie eine Polizeistaffel das Haus des „Kannibalen von Rotenburg“ stürmt und ihn auf frischer Tat ertappt, als er sein Opfer mit dessen eigenen Körperteilen füttert.
- In der Erzählung Diesseits des Van-Allen-Gürtels von Wolfgang Herrndorf (2004) wird der „Kannibale von Rotenburg“ zum Gegenstand eines Gesprächs über die Verlorenheit des Menschen. Zitat Seite 11: „Ich habe mir gedacht, vielleicht weil beide so normal waren“, fing er wieder an. „Daß das die Erklärung ist. Der eine Ingenieur, der andere auch sowas Langweiliges.“ – „Dann fürchte Dich schon mal vor der Zukunft.“ (…)
- In dem Roman Eiroremonts (EuroRemont, 2005) von Pauls Bankovskis folgt auf den Absatz „Ich lese Zeitungen. Einige Meldungen wirken derart ausziseliert, dass sie schwer von eigenen Fantasien zu unterscheiden sind, beispielsweise diese:“ die lettische Übersetzung eines Zeitungsartikels über Meiwes und Brandes (S. 263 f.).
- In der Serie Bones – Die Knochenjägerin (Staffel 3, Folge 4 „Organische Abfälle und ihre Geheimnisse“) wird der „Kannibale von Rotenburg“ namentlich als Anspielung erwähnt.
- Der Autor Senthuran Varatharajah macht sich in seinem Roman Rot (Hunger) (S. Fischer Verlag, 2022) auf Grundlage der Beziehung zwischen Meiwes und Brandes Gedanken über die Liebe.[26]
- Die französische Deathgrind Band Intestinal Decay veröffentlicht den Song „Rotenburger“ auf ihrem Album „Love, Death & Lubricant“.